# Veroli Basket
Il Veroli Basket è stata la squadra di pallacanestro maschile di Veroli, comune in provincia di Frosinone. Nel 2007 fu promossa in Legadue, vincendo la serie di finale dei play-off di Serie B d'Eccellenza per 3-1 contro la Fulgor Basket Fidenza. Nel 2009 vinse le Final Four di Legadue sconfiggendo rispettivamente Varese e Soresina ripetendosi poi nel 2010 alle Final Four di Sassari battendo prima Trenkwalder Reggio Emilia e poi Enel Brindisi. Nel 2011 vinse la terza Final Four di Legadue consecutiva, battendo dapprima in semifinale la Umana Venezia ed infine in finale l'Aget Service Imola.

## Storia

### Gli inizi
Nella prima metà del Novecento Rosario Gennaro, iniziò, nella sua attività scolastica, a praticare la pallacanestro dove nel comune di Veroli nel tempo si vennero a formare più squadre.
Negli anni cinquanta nacque il C.S.I. (Centro Sportivo Italiano) che come fulcro delle sue attività aveva la squadra di pallacanestro. Tra questi gli atleti della squadra, Roberto Zeppieri lasciò Veroli nel 1956 per giocare in serie C nella squadra della Giuliana, e in tre anni arrivò in serie A.

### Anni recenti
L'anno agonistico 2002-03 si conclude con la promozione in serie B d'Eccellenza. La Solac Basket Veroli militava in serie C1, poi nell'anno agonistico 2002-03 la promozione in serie B2 coronata l'anno dopo con l'arrivo in B1. I numeri della Solac Basket Veroli, nelle stagioni 2001-2002 e 2002-2003: 72 partite di campionato, 64 vittorie, 8 sconfitte; in Coppa Italia: 10 partite, 7 vittorie, 3 sconfitte. La finale di Coppa Italia venne disputata a Montecatini Terme il 17 aprile 2003 contro l'Assigeco Casalpusterlengo, e Veroli venne sconfitta.
Nella stagione 2004-05 la società laziale è arrivata ai play-off.
Nella stagione 2005-06 la squadra ha centrato per la prima volta nella sua storia la vittoria in una partita dei play-off, contro Osimo al "PalaBellini" marchigiano, ma uscì al primo turno.
Al termine dell'annata 2006-07 il Veroli viene promosso Legadue. La squadra è allenata da Franco Gramenzi e costruita dal presidente Zeppieri, insieme al ds Iannarilli e al vice presidente Fabrizi.
Nei quarti di finale play-off i giallorossi si sbarazzano di Porto Torres con un 2-0 nella serie. Le semifinali hanno visto i verolani superare Brindisi per 3-1, infine il successo sulla Fulgor Fidenza che ha permesso la promozione in seconda serie. Decisiva è stata la vittoria per 77-75 ottenuta al termine di gara 4, disputata il 3 giugno 2007 nella città emiliana.
In Legadue, il Veroli Basket ha collezionato rispettivamente un 12º posto (2007-08), un 2º posto con eliminazione ai quarti play-off e conquista della Coppa Italia di Legadue (2008-09), un altro 2º posto e un'altra Coppa di Lega, ma anche il raggiungimento delle finali play-off perse contro Sassari (2009-10), un 6º posto con vittoria della terza Coppa di Lega ed eliminazione nelle semifinali play-off (2010-2011), un 8º posto con eliminazione ai quarti (2011-12), un 14º posto (2012-13), un 6º posto (2013-14), fino al torneo 2014-15 abbandonato a competizione in corso.

### Lo scioglimento
Il 14 febbraio 2015, la squadra rinuncia a proseguire l'attività sportiva e viene esclusa dal Giudice Sportivo Nazionale dal campionato di Serie A2 Gold con la conseguente possibilità di partecipare esclusivamente a campionati a libera partecipazione e con lo scioglimento del vincolo degli atleti tesserati senior, oltre all'annullamento di tutte le partite già disputate.

## Roster 2014-2015
Aggiornato al 3 gennaio 2015
|    | Naz.                   | Ruolo | Sportivo         | Anno | Alt. |  |  |
| -- | ---------------------- | ----- | ---------------- | ---- | ---- |  |  |
| 4  | Italia (bandiera)      | P     | Francesco Veccia | 1993 | 190  |  |  |
| 6  | Italia (bandiera)      | C     | Corso Innocenti  | 1996 | 204  |  |  |
| 7  | Italia (bandiera)      | G     | Salvatore Forte  | 1995 | 193  |  |  |
| 15 | Italia (bandiera)      | AG    | Valerio Cucci    | 1995 | 202  |  |  |
| 22 | Italia (bandiera)      | A     | Lorenzo Brighi   | 1994 | 195  |  |  |
| 34 | Stati Uniti (bandiera) | AC    | Matt Shaw        | 1988 | 203  |  |  |

Staff tecnico:
- Capo allenatore: Alberto Rossini
- Assistente: Francesco Calcabrina
- Preparatore fisico : Matteo Pagliarella

## Palmarès
- Coppa Italia di Legadue: 3

2009, 2010, 2011